# Rio Sixaola
Le rio Sixaola est un fleuve de la République du Panama située dans la province de Bocas del Toro, dans l'ouest du pays.

## Géographie
Le fleuve Sixaola est un cours d'eau qui débouche sur la mer des Caraïbes, au niveau du phare de Sixaola, et fait office de limite sur une partie de la frontière entre le Panama et le Costa Rica. 
D'une longueur de 146 km, c'est le cours d'eau principal du bassin versant dit de Sixaola d'une superficie de 509,4 km2.
Ses affluents sont côté Panama les rivières Yorkin, Scui, Katsi et Uren, du côté costaricien les rivières Banana, Telire, Coen, Lari et Urión.

## Histoire
Ce fleuve a été beaucoup utilisé par les Amérindiens comme axe de communication ; en 1605, l'espagnol Diego de Sojo fonda Santiago de Talamanca sur l'actuelle rive costaricienne du Sixoala, afin de servir de base à diverses expéditions dans la vallée de Duy et dans le bassin de la Changuinola côté panaméen. Cette localité fut incendiée en 1610 par les Amérindiens en raison des mauvais traitements que les Espagnols leur infligeaient.